# Artful Dodger
Artful Dodger (auch The Artful Dodger) ist eine britische R&B- und UK-Garage-Band aus Southampton, die durch ihre 2-Step-Hits bekannt wurde und die Craig Davids Karriere einen Schub gab, indem er den Gesangspart ihres Hits Re-Rewind im Dezember 1999 übernahm.

## Geschichte
Die Band bestand ursprünglich aus Mark Hill und Pete Devereux, aber Devereux verließ sie vor Veröffentlichung der Single TwentyFourSeven. Hill produzierte darauf weiterhin und unter dem Namen Artful Dodger. Zu dem Projekt, das dann aus Mark Hill und MC Alistair bestand, stieß Produzent und DJ Dave Low hinzu. Für den Gesangspart konnte man Künstler wie Craig David, Melanie Blatt (All Saints) oder Romina Johnson gewinnen. Viele Lieder der Band können auf Kompilationen der UK-Garage-CD-Serie Pure Garage, abgemischt von DJ EZ, gefunden werden.
Der Name der Band entstammt einer Figur aus Charles Dickens’ Roman Oliver Twist, Jack Dawkins, der im Original auch The Artful Dodger genannt wird.

## Diskografie

### Studioalben
| Jahr | Titel                         | Höchstplatzierung, Gesamtwochen, AuszeichnungChartsChartplatzierungen (Jahr, Titel, Platzierungen, Wochen, Auszeichnungen, Anmerkungen) | Anmerkungen                             |
| Jahr | Titel                         | UK | Anmerkungen                             |
| ---- | ----------------------------- | --- | --------------------------------------- |
| 2000 | It’s All About the Stragglers | UK18 Platin · (29 Wo.)UK | Erstveröffentlichung: 27. November 2000 |

### Kompilationen
- 1998: Remixes July 1998
- 2000: Rewind

### DJ-Mixe
- 2000: Re-Rewind Back by Public Demand
- 2000: Rewind – The Sound of UK Garage (2 CDs)
- 2001: Rewind 2001 – Lessons from the Underground (2 CDs)

### Singles
| Jahr | Titel Album                                                        | Höchstplatzierung, Gesamtwochen, AuszeichnungChartplatzierungen (Jahr, Titel, Album, Platzierungen, Wochen, Auszeichnungen, Anmerkungen) | Höchstplatzierung, Gesamtwochen, AuszeichnungChartplatzierungen (Jahr, Titel, Album, Platzierungen, Wochen, Auszeichnungen, Anmerkungen) | Höchstplatzierung, Gesamtwochen, AuszeichnungChartplatzierungen (Jahr, Titel, Album, Platzierungen, Wochen, Auszeichnungen, Anmerkungen) | Anmerkungen                                                                              |
| Jahr | Titel Album                                                        | DE | CH | UK | Anmerkungen                                                                              |
| ---- | ------------------------------------------------------------------ | --- | --- | --- | ---------------------------------------------------------------------------------------- |
| 1999 | Movin’ Too Fast It’s All About the Stragglers                      | DE63 (9 Wo.)DE | — | UK2 Platin · (12 Wo.)UK | Erstveröffentlichung: 26. Juli 1999 mit Romina Johnson                                   |
| 1999 | Re-rewind (The Crowd Say Bo Selecta) It’s All About the Stragglers | DE49 (8 Wo.)DE | CH88 (2 Wo.)CH | UK2 Platin · (17 Wo.)UK | Erstveröffentlichung: 29. November 1999 feat. Craig David                                |
| 2000 | Woman Trouble It’s All About the Stragglers                        | DE95 (4 Wo.)DE | CH98 (1 Wo.)CH | UK6 Silber · (10 Wo.)UK | Erstveröffentlichung: 3. Juli 2000 mit Robbie Craig feat. Craig David                    |
| 2000 | Please Don’t Turn Me On It’s All About the Stragglers              | — | CH90 (4 Wo.)CH | UK4 Silber · (10 Wo.)UK | Erstveröffentlichung: 13. November 2000 feat. Lifford                                    |
| 2001 | Think About Me It’s All About the Stragglers                       | — | — | UK11 (8 Wo.)UK | Erstveröffentlichung: 2001 feat. Michelle Escoffery                                      |
| 2001 | Twenty Four Seven All Hits                                         | — | — | UK6 (9 Wo.)UK | Erstveröffentlichung: 3. September 2001 feat. Melanie Blatt                              |
| 2001 | It Ain’t Enough Rewind                                             | — | — | UK20 (5 Wo.)UK | Erstveröffentlichung: 2001 The Dreem Teem vs. Artful Dodger feat. MZ May und MC Alistair |

Weitere Singles
- 1997: The Revenge of Popeye
- 1997: Something
- 1998: The Messenger
- 1998: Dreams
- 1998: If You Love Me
- 1998: Rewind (The Artful Dodger presents Craig David)
- 1998: What Ya Gonna Do (The Artful Dodger presents Craig David)
- 1999: Beat Killer (Kalibre & Dodger feat. General Levy)
- 1999: Still On Your Side (Artful Dodger meets BBMak)
- 2001: Rewind 2001
- 2002: Midnight Lover
- 2002: Ruff Neck Sound
- 2002: Ladies
- 2006: Flex